# Roberto Di Marco
Roberto Di Marco (Palermo, 1937 – Bologna, 17 dicembre 2013) è stato uno scrittore e saggista italiano, uno dei fondatori del Gruppo '63, in seno al quale ha rappresentato, assieme a Michele Perriera e a Gaetano Testa, la cosiddetta "Scuola di Palermo".

## Biografia
Nato e vissuto a Palermo, di origine intellettuale-contadina, militante comunista da giovane ragazzo, vive da dirigente comunista giovanile la lotta politica in Sicilia negli anni '50. Di Marco si trasferisce poi negli anni '60 al nord ad Urbino ed in seguito a Bologna dove ha vissuto con la sua famiglia fino alla morte. È stato giornalista del quotidiano "L'Unità" per alcuni anni. Ha insegnato all'Accademia di Belle Arti di Urbino e Bologna poi abbandona per scelta la carriera accademica ed in seguito insegna alle scuole medie superiori e sperimentali a Bologna fino alla pensione.
Da sempre scrittore militante della sinistra comunista, si forma sui classici come Marx, Gramsci, Lukacs, Leopardi. Svolge attività giornalistica e di ricerca economica e sociologica. Già da prima del 1968 è intellettuale di Nuova Sinistra prima nel gruppo-rivista bolognese Classe e Stato con Federico Stame e Gianni Scalia, di seguito dando vita alla rivista Che Fare insieme a Francesco Leonetti, Gianni Scalia e Arnaldo Pomodoro. Fra i suoi maestri Elio Vittorini ed Italo Calvino che lo ha scoperto. Esordisce come poeta nel 1961 con una raccolta dal titolo Quattro poeti per poi passare al racconto con La relazione pubblicato sul numero 5 della rivista Il Menabò del 1962 e nel 1963 al Romanzo breve Contrappunti, edito da Feltrinelli nel volume collettivo La scuola di Palermo.
Come esponente del movimento letterario-culturale La scuola di Palermo insieme a G.Testa e M.Perriera, è fra i fondatori ed aderente al Gruppo '63,nel quale, con altri, costituiva la così detta "ala cinese" per il tipo estremo di sperimentalismo letterario che praticava ed anche per le posizioni teoriche e politiche. In seguito ha pubblicato il romanzo "Fughe" (1963 -1966) e Telemachia per poi passare alla saggistica con L'altra logica nel 1962. Inoltre ha pubblicato Materiali (1967) in stile simbolico - inventivo in ordine alla crisi di decadenza della civiltà borghese,La linea di cultura rivoluzionaria (1967-1973), in collaborazione con Francesco Leonetti ed Eleonora Fiorani.
Con Francesco Leonetti e Arnaldo Pomodoro ha fondato la rivista politica Che fare cessata nel 1972 ed è stato redattore della seconda serie che dal 1973 ha preso il nome di Rivista marxista/leninista appartenente all'organizzazione Partito Comunista (marxista-leninista) Italiano dal 1973 tale col cambio di nome dell'Unione dei Comunisti Italiani (marxisti-leninisti) fondata nel 1968. Suoi scritti teorici e critici sono apparsi anche in Marcatré, Alfabeta ed Il Ponte. All'inizio degli anni '80 a causa della restaurazione culturale in corso, si è dichiarato "intellettuale in congedo" e le sue apparizioni in pubblico si sono fatte sempre più rare e polemiche. Di Marco decise negli ultimi anni della sua vita, di mantenere scambi e rapporti solo con i giovani che leggevano, studiavano e scrivevano. Negli anni '90 ha dato vita al movimento di scrittura d'Avanguardia La Terza Ondata. Con Filippo Bettini - e con la collaborazione di Francesco Muzzioli- ha pubblicato nel 1993, l'antologia Terza Ondata. Il nuovo movimento della scrittura in Italia.
Ha diretto dal 2003 la collana Tempi Nuovi delle ED. Pendragon Bologna, sempre occupandosi della scrittura di giovani autori. 
Ha collaborato con il Gruppo bolognese di Faremondo (Manuele Montagna;Franco Soldani) fino agli ultimi giorni della sua vita.
Dopo la sua morte avvenuta il 17 dicembre 2013 , è stata ristampata l'antologia scritta con F. Bettini Terza Ondata. Il nuovo movimento della scrittura in Italia,  ABEditore - Malebranche Milano 2014.

## Opere

### Poesia
- Quattro poeti, Pellerito, Palermo 1961
- Catalogus, Bologna, Sampietro, 1965
- altre poesie sono sparse in riviste, antologie e prodotti artistici con pittori

### Narrativa e prose varie
- Contrappunti, in La scuola di Palermo, in collaborazione con Michele Perriera e Gaetano Testa, Feltrinelli (Le comete, 26), Milano 1963
- La Relazione in Menabò n.5, Torino, Einaudi 1962
- Catalogus, Bologna, 1965
- Fughe, Feltrinelli, Milano 1966
- Telemachia, Einaudi, Torino 1968
- Corrida e commentario. Racconto di cui viene chiarito il fallimento, Venezia-Padova 1974
- L'altra logica, Marsilio, Padova 1974
- L'orto di Ulisse, introduzione di R. Luperini, Manni, Lecce 1987
- Terza ondata. Il nuovo movimento della scrittura in Italia. insieme a F. Bettini, Synergon, Bologna 1993
- Scrivere il domani insieme a M.Montagna e F.Soldani Bologna 2003
- La donna che non c'è, Pendragon, Bologna 2006

### Teatro
- Sodalizio, in Teatro italiano, a cura di M.Dursi, Bologna 1966

### Saggi Teorici
- Ipotesi per una letteratura di contestazione, in diversi numeri della rivista Marcatre negli anni 1965-67
- Tesi sul decentramento dell'opera, in Che fare n.4, 1968-69
- Sulla problematica estetica nel materialismo, saggio allegato in A.A.V.V. Materialismo e pratica artistica, Milano, Ed. Lavoro liberato, 1976
- L'altra logica. Materiali 1967-1968 in stile simbolico inventivo in ordine alla crisi di decadenza della civiltà borghese, Marsilio, Padova, 1973
- La linea di cultura rivoluzionaria (con Francesco Leonetti e Eleonora Fiorani), Marsilio, Venezia-Padova 1974
- Un'analisi del ruolo delle Brigate Rosse, in A.A.V.V. Critica leninista del presente, Milano, Feltrinelli, 1980
- La crisi della transizione, in Il Ponte, Giugno 1982
- Oltre la letteratura: chi fa la letteratura? Problemi e analisi sociale della letteratura esistente: per una nuova scrittura, Marsilio, Padova, 1986

Altri scritti Teorico-letterari sono apparsi su diverse riviste e specialmente su il Che Fare  prima serie (1966-1972); scritti politici, sociologici e di critica economica sono apparsi su varie riviste e giornali militanti fra il 1967 ed il 1979

### Saggi di critica letteraria
- Conoscenza per errore, in Il Contemporaneo, Maggio 1962
- Gli anni del consumo e degli esperimenti e Note sulle istituzioni letterarie, Zibaldone n.2, 1973
- Paragrafi materialistici su Officina, in Il Ponte, 1076
- Il mercato delle lettere, in Alfabeta n.4, 1976
- Per una analisi di classe della letteratura, in Il Ponte, Settembre 1981
- Tiraboschi 2001, Il Ponte, marzo/aprile 1983

### Prefazioni
I Fioretti di S.Francesco, edizione critica con prefazione, Bologna, Sampietro 1965 e Cappelli 1971
Prefazioni a Masuccio Salernitano, Domenico Batacchi, Pietro Aretino, Lautrèamont e altre.

### Riviste
Ha fondato e diretto insieme ad altri le seguenti riviste:
- La Prova - Palermo 1960 con G.Testa
- Che Fare - Milano dal 1966 al 1972 con F.Leonetti, A.Pomodoro, G.Scalia
- Tropico - Roma 1969 con M.Perriera, G.Testa
- L'Arma Propria - Verona e Bologna 1979 - con G.Scalia e altri
- Nella Contraddizione - Bologna 1982 - con giovani studiosi e militanti
- Per Approssimazione - Palermo 1983 - con G.Testa ed altri

Roberto Di Marco è sempre stato aperto e disponibile alle collaborazioni coi giovani scrittori e studiosi di cui ha pubblicato testi e poesie.